# Ibrahim Boughali
Ibrahim Boughali (en arabe : إبراهيم بوغالي), né le 3 mars 1963 à Beni Isguen dans la wilaya de Ghardaïa, est un homme politique algérien. Il est l'actuel Président de l'Assemblée populaire nationale.

## Carrière
Il est titulaire d'une licence en sciences politiques et relations internationales de l'université d’Alger obtenue en 1986. Il a occupé plusieurs postes :
- Chef d’agence à la CNEP et chargé d’étude au niveau de la banque Al Baraka en Algérie ;
- Président de la commission d'agriculture à l’Assemblée populaire de la wilaya (APW) de Ghardaïa (2017-2020) ;
- Président de l'Assemblée populaire de la wilaya de Ghardaïa.

Il est considéré comme l’un des artisans de la réconciliation durant les événements de Ghardaïa,.
Il est élu le 8 juillet 2021 président pour cinq ans de l'Assemblée populaire nationale.

## Vie personnelle
Ibrahim Boughali est marié et père de quatre enfants.